# Maureen Forrester

Maureen Forrester

Maureen Kathleen Stewart Forrester (Montreal, 25 juli 1930 - Toronto, 16 juni 2010) was een Canadese contra-alt.

## Levensloop
Maureen Forrester was een van de vier kinderen van de Schotse meubelmaker Thomas Forrester en van de Ierse May Arnold. Hoewel ze al opgemerkt was voor haar mooie stem, stopte ze toen ze dertien was met schoolgaan en met zingen om het gezin te helpen door als secretaresse te werken bij Bell Telephone.
Haar broer, na zijn terugkeer van de oorlog, overtuigde haar zanglessen te volgen, wat ze deed bij Sally Martin, Frank Rowe en bariton Bernard Diamant. In 1953 trad ze voor het eerst op in een lokaal van de YWCA. Wat later trad ze op met de Montreal Symphony Orchestra onder de leiding van Otto Klemperer in een van de solorollen van de Negende Symfonie van Beethoven.

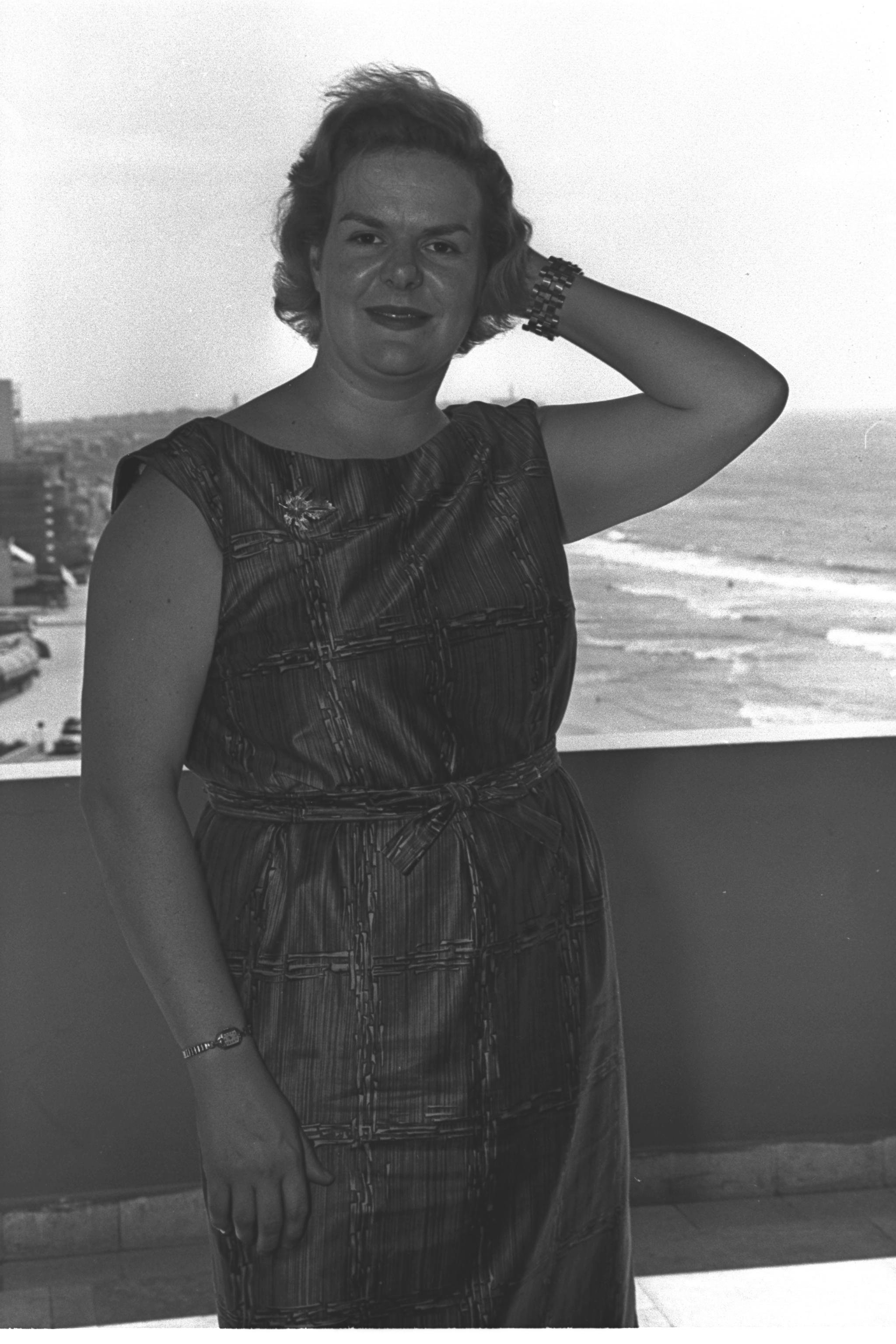
Maureen Forrester, Tel Aviv, 1961

Zij toerde vervolgens doorheen Canada en Europa met Jeugd en Muziek. In 1956 trad ze voor het eerst op in New York.
Bruno Walter nodigde haar uit om voor hem te zingen, omdat hij haar stem als contra-alt op prijs stelde om werk van Gustav Mahler te zingen, waar Walter in gespecialiseerd was. Hijzelf leerling van Mahler, trainde haar in het interpreteren van diens werken.
In 1957 trouwde ze met Eugene Kash, violist en dirigent uit Toronto. Hij was orthodox joods en zij bekeerde zich. Ze kregen vijf kinderen.
Ze bouwde een carrière op, waarbij ze onder meer regelmatig optrad in de New York City Opera.
Ze leende ook haar stem aan Bianca Castafiore in de Engelstalige versie van de tekenfilmserie De avonturen van Kuifje.
Ze was een groot supporter van hedendaagse Canadese componisten en voerde vaak hun werken uit, vooral wanneer ze op tournee ging.
In 1974 scheidde ze van Eugne Kash, die stierf in 2004. Zelf werd ze door dementie getroffen en overleed in 2010.

## Publicatie
- (samen met Marci McDonald) Out of Character, 1986, ISBN 0-7710-3228-5, autobiografie.

## Eerbetoon
- In 1969 werd ze eredoctor aan de canadese Sir George Williams University.[3]
- In 1979 ontving ze de Loyola Medal van de Concordia University.[4]
- In 1980 ontving ze het erediploma van de Canadian Conference of the Arts
- In 1983 ontving ze de Sanford Medal van Yale University.[5][6]
- Van 1986 tot 1990 was ze kanselier van de Wilfrid Laurier University. De concertzaal van deze universiteit is naar haar vernoemd.
- In 1995, ontving ze een Governor General's Performing Arts Award.
- In 2000 keeg ze een ster op Canada's Walk of Fame.[7]
- In 2003 werd ze bevorderd tot officier in de Ordre National du Québec.

## Voetnoten
1. ↑  Obituary for Forrester
2. ↑  Profile, thecanadianencyclopedia.com
3. ↑  Honorary Degree Citation - Maureen Katherine Stewart Forrester* | Concordia University Archives. archives.concordia.ca. Gearchiveerd op 2 oktober 2015. Geraadpleegd op 30 maart 2016.
4. ↑  Maureen Forrester. www.concordia.ca. Gearchiveerd op 15 augustus 2018. Geraadpleegd op August 17, 2017.
5. ↑  The International Who’s Who of Women 2002
6. ↑  Canadian Who's Who 2003, books.google.com.au; accessed June 23, 2015. Gearchiveerd op 13 september 2023.
7. ↑  Canada's Walk of Fame: Maureen Forrester

- Bibsys: 48987
- Biblioteca Nacional de España: XX931102
- Bibliothèque nationale de France: cb138940463 (data)
- CiNii: DA07988725
- Gemeinsame Normdatei: 122862597
- International Standard Name Identifier: 0000 0001 0863 4399
- Library of Congress Control Number: n82101459
- Nationale Bibliotheek van Letland: 000270591
- MusicBrainz: c855d631-15c7-4731-9cfd-397796c78416
- Nationale Bibliotheek van Tsjechië: xx0123996
- Nationale bibliotheek van Australië: 35222807
- Nationale Bibliotheek van Israël: 987007280627005171
- Nationale Bibliotheek van Polen: a0000002229171
- Nationale en Universitaire bibliotheek Zagreb: 000596148
- Nederlandse Thesaurus van Auteursnamen: 072025050
- Réseau des bibliothèques de Suisse occidentale: 02-A003253759
- Istituto Centrale per il Catalogo Unico: UBOV562651
- SNAC: w6gb22c4
- Système universitaire de documentation: 15734584X
- Trove: 871689
- Virtual International Authority File: 2656093
- WorldCat: E39PBJh8MJCVRdjfrqWmqCR3Qq